# Rivière à la Tortue
Rivière à la Tortue är ett vattendrag i Kanada.   Det ligger i provinsen Québec, i den sydöstra delen av landet, 280 km nordost om huvudstaden Ottawa.
I omgivningarna runt Rivière à la Tortue växer i huvudsak blandskog. Runt Rivière à la Tortue är det glesbefolkat, med 10 invånare per kvadratkilometer.